# Río Grande (vattendrag i Chile, Región de Aisén, lat -44,67, long -72,29)
Río Grande är ett vattendrag i Chile.   Det ligger i regionen Región de Aisén, i den södra delen av landet, 1 300 km söder om huvudstaden Santiago de Chile.
I omgivningen kring Río Grande växer i huvudsak blandskog. Området är nästan obefolkat, med mindre än två invånare per kvadratkilometer.